# Ingersleben (Thüringen)
Ingersleben is een plaats en voormalige gemeente in de Duitse deelstaat Thüringen. Sinds 2009 maakt Ingersleben deel uit van de landgemeente Nesse-Apfelstädt in het landkreis Gotha. Ingersleben telt 1.020 inwoners.